# Di noi tre
Di noi tre è il nono romanzo di Andrea De Carlo, pubblicato nel 1997.

## Trama
Le vite di tre amici, Marco, Misia e Livio, si intrecciano nel corso di trent'anni, mentre i loro rapporti passano dall'amicizia più entusiasmante alla passione, all'amore non corrisposto, alla rivalità, fino ad arrivare alla constatazione che nessuno dei tre riesce a fare a meno degli altri.

## Personaggi
- Misia Mistrani: la ragazza del trio, e fulcro della loro amicizia e ispiratrice dei due maschi
- Livio: pittore, narratore del romanzo
- Marco Traversi: diventerà regista

## Critica
"Come esiste una Trieste di Svevo e una Milano di Gadda, così non sarà facile dimenticare l'allucinazione della sua Milano anni Ottanta e Novanta", Giovanni Pacchiano, Corriere della Sera
"Appassionante, scritto con mestiere da autentico virtuoso", Thomas Koester, Sueddeutsche Zeitung

## Edizioni
Andrea De Carlo, Di noi tre, pp. 509, prima edizione Bompiani 1997, attuale edizione Bompiani 2012, ISDN 978-88-452-6084-1